# Undaria pinnatifida
La Undaria pinnatifida (Harvey (Suringar), 1873) o wakame (kanji: 若布; nome in cinese utilizzabile anche in giapponese: 裙带菜) è un'alga, classificata tra le cosiddette "alghe brune" nel clade degli stramenopili, secondo la classificazione filogenetica.
È originaria dei mari dell'Estremo Oriente, mentre un'alga simile, Alaria esculenta, conosciuta nei paesi anglosassoni come wing kelp, dabberlocks o murlins, abbonda nelle acque atlantiche. È simile alle kombu, con il quale nome si indicano alghe commestibili appartenenti al genere Laminaria. Dalla metà degli anni ottanta, riscontrando interesse economico per gli impieghi alimentari e cosmetici, l'alga è oggetto di colture lungo le coste bretoni del Finistère nel nord della Francia.
Undaria, come Laminaria, prospera in correnti rapide, e le fronde più tenere provengono proprio dalle acque più turbolente. Cresce fino ad una trentina di centimetri di altezza in acque profonde dai 6 ai 12 metri. Il massimo sviluppo avviene nei mesi invernali e la raccolta si pratica in primavera con una barca e un lungo rastrello o gancio attaccato ad una fune che, attorcigliandosi, stacca le alghe dalla roccia cui aderiscono. Portate a riva, si fanno seccare e vengono imballate o immerse brevemente in acqua bollente e subito dopo in acqua fredda, per poi essere messe a seccare appese ad una fune.
In Giappone la wakame fresca scottata è venduta nei mercati con le verdure di terra appena colte. Quella destinata all'esportazione normalmente è essiccata.
La scottatura ha due scopi principali: donare alla wakame un colore verde e inibire la crescita di microrganismi che fermentano, consentendo di vendere la pianta come verdura fresca più a lungo.
In Occidente per il gusto leggero è una delle più gradite per chi non ha familiarità col sapore delle alghe. Se presa secca è simile alla kombu, ma dopo l'ammollo si differenziano notevolmente: la kombu si presenta come una larga striscia bruna, la wakame si apre a foglia verde attaccata ad una nervatura divisoria; è dalla grossezza di quest'ultima che si distingue il tipo di wakame: da foglia (di qualità superiore) o da stelo (di qualità inferiore).
È stata inserita nell'elenco delle 100 tra le specie invasive più dannose al mondo.

## In cucina

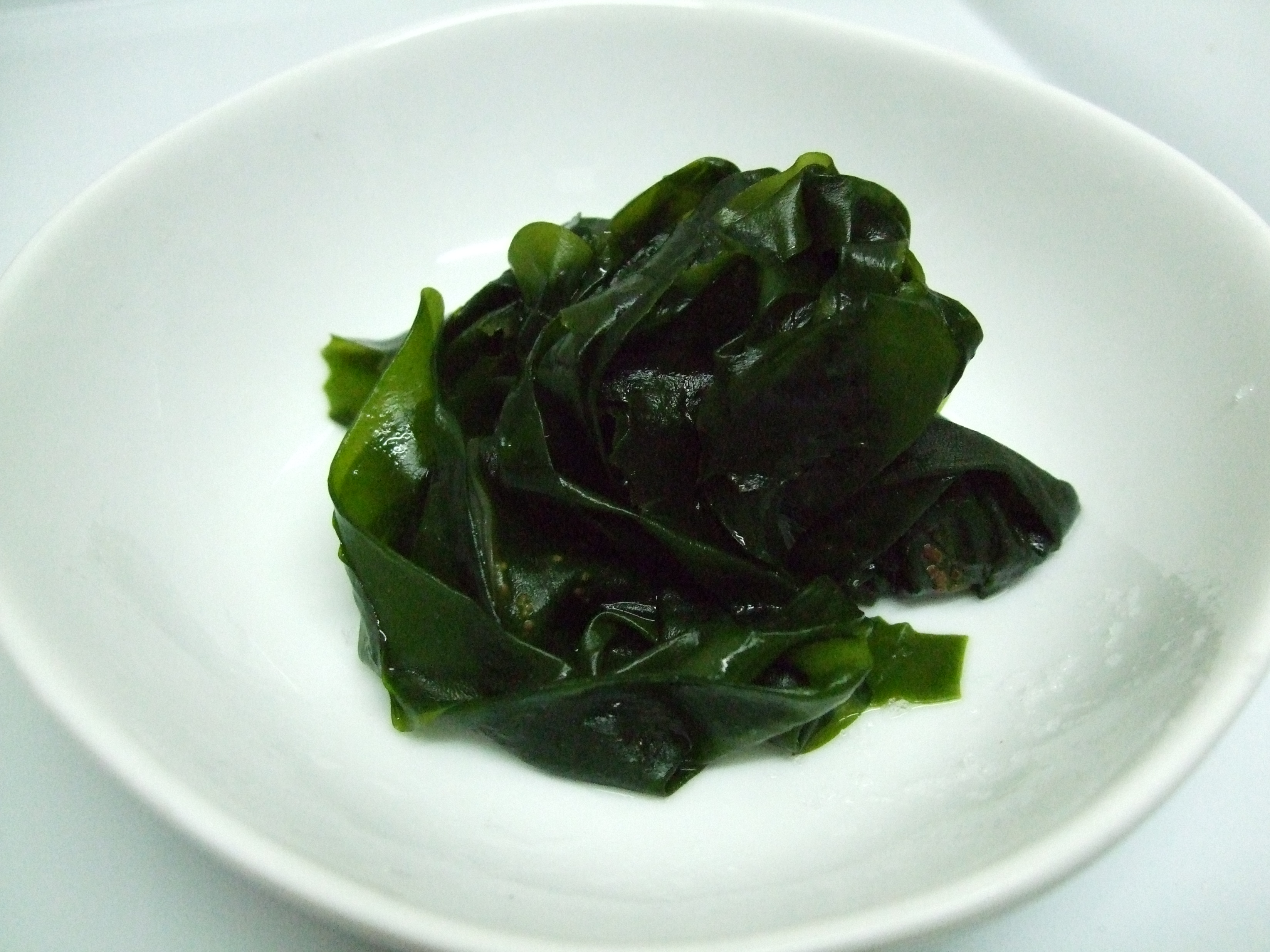
L'alga wakame bollita.

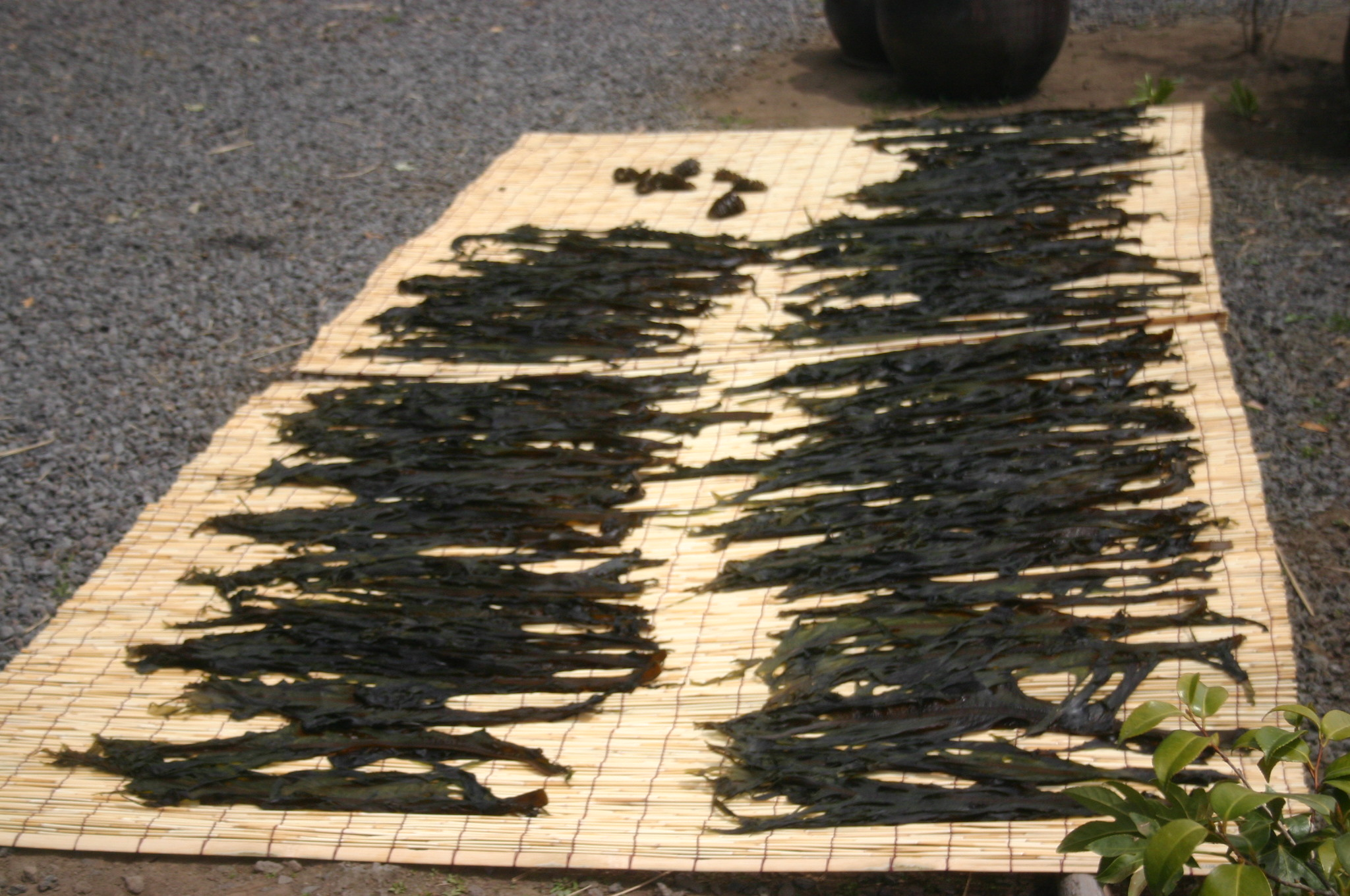
Alghe miyeok disposte ad essiccare in un villaggio coreano nella provincia di Jeju.

In Giappone la wakame è la terza alga in ordine di popolarità, dopo la nori e la kombu.
Vi sono diversi tipi e preparazioni dell'alga wakame:
- Ita-wakame: sono le tenere fronde di una wakame selezionata, tagliata e seccata in fogli, come la nori; si usa tostata intera per ricoprire palle di riso o tostata e sbriciolata come condimento.
- Mekabu: è la parte riproduttiva della wakame che si trova alla base della pianta. È ricchissima di minerali; il suo sapore forte salato e la consistenza collosa è ideale per stufati di verdure a radice. Se viene cotta in liquidi o fritta in immersione, la mekabu si apre in una forma a fiore. Si trova anche già sminuzzata e può essere usata in cottura come la kombu; è utile per problemi di emorragie interne.

Per la preparazione di piatti delicati le nervature vanno eliminate e tagliate dopo l'ammollo. Per il suo gusto delicato si combina bene con le verdure di terra ed è buona saltata con le cipolle o cotta e servita con verdure verdi bollite, oppure semplicemente ammollata e servita con cetriolo, agrumi o salse
a base di aceto. Rinfrescante, è ottima come insalata estiva. Se viene leggermente tostata in forno
e poi polverizzata risulta un gustoso condimento ricco di minerali indicato per il riso integrale e piatti di cereali. È anche un ingrediente prezioso per minestre e zuppe di miso; ha la proprietà di ammorbidire le fibre degli alimenti con cui viene cotta.
Alaria esculenta può sostituire la wakame nella preparazione delle ricette, ma richiede una cottura più lunga.

## Proprietà
Dal punto di vista nutritivo la wakame ha molte delle proprietà benefiche della kombu, ma si differenzia da essa per un contenuto di iodio di circa 10 volte inferiore. È ricca di calcio e di grandi quantità di vitamine del gruppo B e di vitamina C, nonché di magnesio e ferro. Gli alginati, fibre colloidali di cui è ricca, proteggono e leniscono le mucose gastriche e possono trovare impiego nei casi di acidità gastrica e reflusso gastroesofageo.

## Fucani
Alcuni studi hanno dimostrato che i fucani hanno proprietà farmacologiche. In particolar modo i polisaccaridi solforati presenti nell'alga sono considerati agenti anticoagulanti, similmente all'eparina, ed hanno anche proprietà antibiotiche.

## Acido alginico
Questo polisaccaride è un polimero composto da due unità distinte: acido D-mannuronico e L-galuronico. Per la sua struttura è molto simile alla pectina. A contatto con l'acqua forma un gel, la cui viscosità dipende dalla concentrazione dei phicocolloidi, dal ph e dalla presenza di elettroliti. In un ambiente acido, quale lo stomaco, l'alginato di sodio forma un denso gel colloidale che agisce formando un rivestimento gastrico. Inoltre ha un valore in calorie praticamente nullo. Poiché gli enzimi digestivi non sono in grado di disgregarlo, l'acido alginico è considerato una fibra che favorisce il transito intestinale.

## Vitamina B9 (Acido folico)
La vitamina B9 (acido folico) rientra nella costituzione di un coenzima interessato soprattutto alla formazione degli acidi nucleici e nel metabolismo degli aminoacidi. È importantissimo per il corretto sviluppo e il mantenimento del tessuto nervoso. In sinergia con vitamina B5 e PABA può ritardare l'ingrigimento dei capelli.